# Kristiansenit
Kristiansenit ist ein sehr selten vorkommendes Mineral aus der Mineralklasse der „Silicate und Germanate“ mit der idealisierten chemischen Zusammensetzung Ca2ScSn(Si2O7)(Si2O6OH) und ist damit chemisch gesehen ein Calcium-Skandium-Zinn-Gruppensilikat. Es kristallisiert im triklinen Kristallsystem und entwickelt farblose oder weiße, sich verjüngende bzw. zugespitzte Kriställchen bis zu 2 mm Größe.
Die Typlokalität des Minerals ist der 4,3 km nordwestlich von Tørdal zwischen Høydalen und Skarsfjell liegende Cleavelandit-Amazonit-Pegmatit „Heftetjern“ im Drangedal, Telemark, Norwegen, in dem bereits seit Beginn der 1970er Jahre qualitativ hochwertiger Amazonit abgebaut worden ist. Dieser an Sc-haltigen oder Sc-führenden Mineralen reiche Pegmatit stellt auch die Typlokalität für Agakhanovit-(Y), Heftetjernit und Oftedalit sowie das noch unbenannte (OH)-dominante Analogon von Gadolinit-(Y) dar.

## Etymologie und Geschichte
Am 6. Mai 1998 fand Roy Kristiansen bei seinem ersten Besuch des Heftetjern-Pegmatits eine Handstufe mit Feldspat, Quarz and Biotit, die in Hohlräumen zusammen mit Cer-haltigem Epidot und Calcium-haltigem Hingganit-(Y) gelblichgraue prismatische Kristalle enthielt, die sich bei vorläufigen röntgendiffraktometrischen Untersuchungen als unbekanntes Mineral erwiesen. Nach umfangreichen weiterführenden Analysen konnten die Ergebnisse bei der International Mineralogical Association (IMA) eingereicht werden, die es im Februar 2001 ohne Gegenstimme als neues Mineral anerkannte. Nachdem Giovanni Ferraris, Angela Gula, Gabriella Ivaldi und Massimo Nespolo Mitte August 2001 die Kristallstruktur des neuen Minerals im deutschen Wissenschaftsmagazin Zeitschrift für Kristallographie – Crystalline Materials beschrieben hatten, veröffentlichte ein internationales Forscherteam um den norwegischen Geologen Gunnar Raade im Jahre 2002 die wissenschaftliche Erstbeschreibung des neuen Minerals im österreichischen Wissenschaftsmagazin Mineralogy and Petrology. Sie benannten das Mineral nach seinem Finder, dem norwegischen Amateurmineralogen Roy Kristiansen (* 1943), als Kristiansenit.
Typmaterial des Minerals wird in der Sammlung des Geologischen Museums an der Universität Oslo in Oslo, Norwegen, aufbewahrt.

## Klassifikation
In der veralteten 8. Auflage der Mineralsystematik nach Strunz war der Kristiansenit noch nicht aufgeführt.
In der zuletzt 2018 überarbeiteten Lapis-Systematik nach Stefan Weiß, die formal auf der alten Systematik von Karl Hugo Strunz in der 8. Auflage basiert, erhielt das Mineral die System- und Mineralnummer VIII/C.01-018. Dies entspricht der Klasse der „Silikate“ und dort der Abteilung „Gruppensilikate“, wo Kristiansenit zusammen mit Cervandonit-(Ce), Gittinsit, Keiviit-(Y), Keiviit-(Yb), Percleveit-(Ce), Thortveitit und Yttrialith-(Y) eine unbenannte Gruppe mit der Systemnummer VIII/C.01 bildet.
Die von der International Mineralogical Association (IMA) zuletzt 2009 aktualisierte 9. Auflage der Strunz’schen Mineralsystematik ordnet den Kristiansenit in die Klasse der „Silikate und Germanate“ und dort in die Abteilung „Gruppensilikate (Sorosilikate)“ ein. Hier ist das Mineral in der Unterabteilung „Si2O7-Gruppen ohne nicht-tetraedrische Anionen; Kationen in oktaedrischer [6]er- und/oder anderer Koordination“ zu finden, wo es als einziges Mitglied eine unbenannte Gruppe mit der Systemnummer 9.BC.30 bildet.
In der vorwiegend im englischen Sprachraum gebräuchlichen Systematik der Minerale nach Dana hat Kristiansenit die System- und Mineralnummer 56.02.04.16. Das entspricht der Klasse der „Silikate“ und dort der Abteilung „Gruppensilikate: Si2O7-Gruppen und O, OH, F und H2O“. Hier findet er sich innerhalb der Unterabteilung „Gruppensilikate: Si2O7-Gruppen und O, OH, F und H2O mit Kationen in [4] und/oder >[4]-Koordination“ in der „Cuspidin-Wöhlerit-Gruppe“, in der auch Baghdadit, Burpalit, Cuspidin, Låvenit, Wöhlerit, Niocalit, Hiortdahlit, Rosenbuschit, Hainit, Janhaugit, Jennit, Komarovit, Natrokomarovit, Suolunit, Mongolit, Kochit und Marianoit eingeordnet sind.

## Chemismus
Die Analyse des Kristiansenits von Heftetjern ergab Mittelwerte von 0,41 % Na2O, 0,06 % K2O, 18,45 % CaO, 0,35 % Al2O3, 8,11 % Sc2O3, 1,98 % Fe2O3, 40,76 % SiO2, 0,08 % TiO2, 0,43 % ZrO2, 27,33 % SnO2 und (2,04) % H2O (durch Differenz ermittelt). Auf der Basis von sieben (O+OH) errechnete sich daraus die empirische Formel (Ca0,96Na0,04)Σ=1,00(Sn0,53Sc0,34Fe0,07Al0,02Zr0,01)Σ=0,97Si1,98[O6,34(OH)0,66]Σ=7,00. Die Idealformel für das Mineral ist dagegen Ca2ScSn(Si2O7)(Si2O6OH), welche Gehalte von 19,30 % CaO, 11,86 % Sc2O3, 41,36 % SiO2, 25,93 % SnO2 und 1,55 % H2O erfordert.
Kristiansenit ähnelt chemisch Thortveitit, Sc2(Si2O7), enthält aber auf der Kationenseite zusätzlich Calcium und Zinn und auf der Anionenseite neben der normalen Si2O7-Disilicatgruppe eine protonierte Disilicatgruppe mit einem zusätzlichen Wasserstoffatom (Si2O6OH).
Kristiansenit bildet ferner das Sc-dominante Analogon zum Fe3+-dominierten Silesiait, Ca2Fe3+Sn(Si2O7)(Si2O6OH). Unter den 19 heute von der IMA anerkannten Scandiummineralen war Kristiansenit die chronologisch neunte beschriebene Scandiumphase.

## Kristallstruktur
Kristiansenit kristallisiert triklin in der Raumgruppe P1 (Raumgruppen-Nr. 1) mit den Gitterparametern a = 10,028 Å, b = 8,408 Å, c = 13,339 Å, α = 90,01°, β = 109,10° und γ = 90,00° sowie vier Formeleinheiten pro Elementarzelle.
Die Kristallstruktur des Kristiansenits enthält Si2O7-Doppeltetraeder und isolierte Polyeder aus 6er-koordinierten Sn-, Sc- und Fe- sowie (7+2)er-koordinierten Ca-Kationen. Die Hälfte der Disilicatgruppen enthält ein Wasserstoffatom, weswegen Kristiansenit das erste Mineral ist, welches gleichzeitig eine normale Si2O7-Disilicatgruppe und eine protonierte Disilicatgruppe Si2O6OH enthält. Die oktaedrischen M-Positionen sind wie folgt besetzt: M1 = 0,99Sn + 0,1Fe, M2 = 0,61Sn + 0,39Sc, M3 = 0,30Sn + 0,50Sc + 0,20Fe, M4 = 0,17Sn + 0,63Sc + 0,20Fe. Die Oktaeder M sind voneinander isoliert und alternieren mit den Disilicatgruppen entlang der (101)-Flächen. Zwei voneinander unabhängige und relativ kurze O…O Wasserstoffbrückenbindungen verbinden die Reihen der Sorosilicatgruppen. Kristiansenit war das erste Mineral mit dieser Kristallstruktur. Er ist isotyp zu seinem Fe3+-Analogon Silesiait, kristallisiert also mit der gleichen Struktur wie dieser.

## Eigenschaften

### Morphologie
Kristiansenit tritt in einem Amazonitpegmatit innerhalb von Hohlräumen in Feldspat auf und bildet zugespitzte, sich verjüngende Kristalle von bis zu 2 mm Länge sowie massive Aggregate von ca. 2 mm Durchmesser. Die Kristalle zeigen fast ausnahmslos eine polysynthetische Zwillingsbildung nach {010} mit Zwillingsstreifung. Aufgrund dieser Zwillingsstreifung und der matten Kristallflächen konnten Kristallformen nicht vermessen werden, jedoch ist das Pedion {010} vorhanden.

### Physikalische und chemische Eigenschaften
Kristiansenitkristalle sind farblos, weiß oder leicht gelblich sowie blass lohfarben, ihre Strichfarbe ist dagegen immer weiß. Die Oberflächen der durchscheinenden bis durchsichtigen Kristalle weisen aufgrund der mittelhohen Lichtbrechung von n = 1,74 einen glasartigen Glanz auf, erscheinen aber aufgrund der starken Zwillingsstreifung matt.
An Kristiansenit wurde weder eine Spaltbarkeit noch eine Teilbarkeit beobachtet, jedoch kann aus der bevorzugten Orientierung im Röntgendiffraktogramm eine Spaltbarkeit nach {001} gefolgert werden. Das Mineral bricht aufgrund seiner Sprödigkeit ähnlich wie Amblygonit, wobei die Bruchflächen uneben ausgebildet sind. Die Kristalle besitzen eine Mohshärte zwischen 5,5 und 6. Damit gehört Kristiansenit zu den harten Mineralen, steht zwischen den Referenzmineralen Apatit (Härte 5) und Orthoklas (Härte 6) und lässt sich wie diese mit einem Taschenmesser noch (Apatit) oder mit einer Stahlfeile schon (Orthoklas) ritzen. Da Kristiansenitkörner in der Schwerflüssigkeit Diiodmethan sinken, muss ihre Dichte größer als 3,3 g/cm³ sein. Die berechnete Dichte für Kristiansenit beträgt 3,64 g/cm³. Kristiansenit zeigt weder im lang- noch im kurzwelligen UV-Licht eine Fluoreszenz.

## Bildung und Fundorte
Kristiansenit ist ein späthydrothermal gebildetes Mineral und kristallisierte in Hohlräumen im Feldspat nach Albit und vor einer letzten Generation winziger Quarzkristalle. Weitere Begleitminerale sind Scandiobabingtonit, scandiumhaltiger Ixiolith, Hingganit-(Y), cerhaltiger Epidot, Titanit, „Plumbomikrolith“ und weitere Vertreter der Mikrolithgruppe,
Bazzit, Milarit, Kassiterit und zwei nicht identifizierte Tantalminerale (Rynersonit und Tantit?). Das Mineral fand sich ferner in Form von farblosen Körnern in alteriertem Spessartin.
Als sehr seltene Mineralbildung konnte Kristiansenit bisher (Stand 2018) nur von seiner Typlokalität sowie fünf weiteren Fundstellen beschrieben werden. Als Typlokalität gilt der scandiumreiche Heftetjern-Pegmatit (Koordinaten des Pegmatits Heftetjern), ein Cleavelandit-Amazonit-Pegmatit des gemischten LCT-NYF-Typs (LCT = Lithium, Cäsium, Tantal – NYF = Niob, Yttrium, Fluor), der sich unweit der Stadt Tørdal zwischen Høydalen und Skarsfjell in der Provinz (Fylke) Telemark, Norwegen, befindet.
Weitere Fundorte sind der Pegmatit „Kožichovice II“ bei Kožichovice unweit Třebíč, Kraj Vysočina, Mähren, Tschechien, der Granitsteinbruch „Cava Scala dei Ratti“ bei Feriolo sowie der ehemalige Steinbruch „Locatelli“ und die „Miniera Seula“ (ex Cava Montecatini), beide am Monte Camoscio unweit Oltrefiume, alle bei Baveno, Provinz Verbano-Cusio-Ossola, Region Piemont, Italien, und schließlich die Granitsteinbrüche „Cadalso de los Vidrios“ bei Madrid in Spanien. Fundorte für Kristiansenit in Deutschland, Österreich und der Schweiz sind nicht bekannt.

## Verwendung
Kristiansenit wäre aufgrund seiner hohen Scandiumgehalte zwar ein wichtiges Scandiumerz, ist aber aufgrund seiner extremen Seltenheit lediglich für Mineralsammler von Interesse.